# Peatling Magna
Peatling Magna is een civil parish in het bestuurlijke gebied Harborough, in het Engelse graafschap Leicestershire met 210 inwoners.